# 2-metil-2-butene
Il 2-metil-2-butene è un idrocarburo alifatico di formula (CH3)2C=CHCH3 appartenente alla categoria degli alcheni ramificati. A temperatura ambiente appare come un liquido incolore, volatile e dall'odore caratteristico, praticamente insolubile in acqua e miscibile in etanolo, dietiletere e benzene. Trattasi di un composto particolarmente instabile, altamente infiammabile e tossico. A livello industriale viene principalmente utilizzato per la sintesi dell'isoprene.

## Sintesi
L'amilene è in genere ottenuto mediante passaggi successivi di distillazione ed estrazione (con acido solforico diluito a basse temperature) a partire dai derivati del petrolio che hanno subito un trattamento di cracking termico opportunamente catalizzato. Un metodo noto di preparazione del 2-metil-2-butene consiste nella deidratazione del 2-metil-2-butanolo in presenza di acido p-toluensolfonico. 
CH3CH2C(CH3)2OH → (CH3)2C=CHCH3 + H2O
Il composto può essere inoltre isolato dai gas di raffinazione del greggio.

## Reattività
La tendenza del 2-metil-2-butene a reagire violentemente generando incendi ed esplosioni ne limita fortemente le possibilità di utilizzo pratico. Il composto può prendere parte a reazioni di idrogenazione, alogenazione, alchilazione e reazioni di condensazione in generale, ed è inoltre in grado, in determinate condizioni, di isomerizzare in altre forme di pentene ramificato: 
(CH3)2C=CHCH3 + H2 → (CH3)2CHCH2CH3
(CH3)C=CHCH3 + HCl → (CH3)2CClCH2CH3
(CH3)C=CHCH3 + Br2 → (CH3)2CBrCHBrCH3
(CH3)C=CHCH3 + CH3OH → CH3CH2C(CH3)2OCH3
Il 2-metil-2-butene, se lasciato a riposo, tende lentamente a polimerizzare formando complesse catene idrocarburiche ad alto peso molecolare.

## Utilizzo
Il 2-metil-2-butene trova impiego come intermedio di reazione nella sintesi dell'isoprene e di diversi solventi organici, anche di uso farmaceutico. Il composto viene inoltre utilizzato come additivo per carburanti ad alto numero di ottani.